# Jacky Maes
Jacky Maes (Oostende, 13 juni 1946 – Bredene, 11 juli 2014) was een Belgisch politicus van de sp.a.

## Levensloop
Maes begon in 1967 zijn professionele loopbaan als bediende en jeugdverantwoordelijke bij de socialistische mutualiteit Bond Moyson. Later werd hij diensthoofd van de mutualiteit in Brugge en gewestelijk secretaris van Bond Moyson in Blankenberge en Oostende.
Samen met Willy Vanhooren vormde hij de socialistische tandem die het politieke toneel in Bredene bepaalde. Hij startte in juni 1973 in de gemeenteraad en werd schepen voor Sociale Zaken, Financiën en Personeel en OCMW-voorzitter in 1983, wat hij bleef tot in 2011. Eind 2011 nam Maes ontslag als schepen van Bredene, daarna bleef hij nog tot eind 2012 in de gemeenteraad zetelen.
Ook was hij van 1981 tot 1995 voor de SP provincieraadslid van West-Vlaanderen.
Na de eerste rechtstreekse verkiezingen voor het Vlaams Parlement van 21 mei 1995 volgde hij midden oktober 1995 Marcel Gesquiere op als Vlaams volksvertegenwoordiger voor de kieskring Veurne-Diksmuide-Ieper-Oostende. Ook na de volgende Vlaamse verkiezingen van 13 juni 1999 en 13 juni 2004 bleef hij lid van het Vlaams Parlement tot hij eind 2008 ontslag nam. Als Vlaams Parlementslid was Maes van 1996 tot 1999 lid van de commissie Leefmilieu en Natuurbeleid, van 1999 tot 2001 lid van de commissie Openbare Werken, Mobiliteit en Energie, van 2000 tot 2004 lid van de commissie Economie, Landbouw, Werkgelegenheid en Toerisme en van 2001 tot 2004 lid van de commissie Leefmilieu, Natuurbehoud en Ruimtelijke Ordening en van 2004 tot 2008 lid van de commissie Binnenlandse Aangelegenheden, Bestuurszaken en Institutionele en Bestuurlijke Hervorming. Van september 2006 tot zijn ontslag eind 2008 maakte hij als derde ondervoorzitter deel uit van het Bureau (dagelijks bestuur) van het Vlaams Parlement. Hij werd begin januari 2009 opgevolgd door Philippe De Coene. Vanaf 19 januari 2009 mocht hij zich ereondervoorzitter van het Vlaams Parlement noemen. Die eretitel werd hem toegekend door het Bureau (dagelijks bestuur) van deze assemblee. 
Hij overleed in 2014 aan de gevolgen van kanker. In 2016 werd een nieuw woonzorgcentrum in Bredene naar hem vernoemd.